# Marquês de Sousa Holstein
Marquês de Sousa Holstein é um título nobre que foi criado por D. Fernando II de Portugal, Regente durante a menoridade de D. Pedro V de Portugal, por Decreto de 3 de Setembro de 1855 a favor de D. Francisco de Borja Pedro Maria António de Sousa Holstein.
Titulares
1. D. Francisco de Borja Pedro Maria António de Sousa Holstein, 1.º Marquês de Sousa Holstein;
2. D. Luís de Sousa e Holstein, 2.º Marquês de Sousa Holstein.

Após a Implantação da República Portuguesa, e com o fim do sistema nobiliárquico, usaram o título: 
1. D. Pedro de Sousa e Holstein Beck, 3.º Marquês de Sousa Holstein;
2. D. Pedro Domingos de Sousa e Holstein Beck, 4.º Marquês de Sousa Holstein, 7.º Duque de Palmela, 6.º Marquês do Faial, 7.º Conde de Calhariz.